# 454.ª División de Seguridad (Alemania)
La 454.ª División de Seguridad (en alemán: 454. Sicherungs-Division) era una división de seguridad en la retaguardia de la Wehrmacht de la Alemania nazi. La unidad fue desplegada en áreas ocupadas por los alemanes de la Unión Soviética, en la Zona de retaguardia del Grupo de Ejércitos Sur.

## Historial de operaciones
La división se formó en 1941, antes de la invasión alemana de la Unión Soviética, la Operación Barbarroja. Operó en las regiones ocupadas de Ucrania y el sur de Rusia detrás de las líneas del frente del Grupo de Ejércitos Sur. Sus funciones incluían la seguridad de las comunicaciones y las líneas de suministro, la explotación económica y la lucha contra los combatientes irregulares (partisanos) en las zonas de retaguardia de la Wehrmacht.
Junto con otras fuerzas policiales y de seguridad en los territorios ocupados, la división participó en crímenes de guerra contra prisioneros de guerra y población civil. La división estaba subordinada a Karl von Roques, comandante de la Zona de retaguardia del Grupo de Ejércitos Sur. A principios de septiembre de 1941, se dio instrucciones a la división para que coordinara sus actividades en las operaciones de "limpieza" con las fuerzas bajo el mando de Friedrich Jeckeln, el SS- und Polizeiführer de la región. Entre el 29 de julio y el 16 de septiembre de 1941, la división informó de la captura de poco menos de 1.500 civiles y soldados del Ejército Rojo. De estos, 78 eran judíos que fueron asesinados.
La división también estuvo involucrada en la persecución y asesinato de partisanos en Ucrania y áreas circundantes desde 1941 hasta finales de 1943. Para este propósito, fueron puestos bajo el mando de Friedrich Jeckeln de julio a septiembre de 1941.
La unidad fue destruida en gran parte en la bolsa de Brody en julio de 1944, y muchos de los soldados de la división, incluido el comandante herido Johannes Nedtwig, fueron llevados al cautiverio soviético. El 5 de agosto de 1944 la división fue disuelta.

## Organización
- 57.º Regimiento de Seguridad (Sicherungs-Regiment 57) (hasta agosto de 1942 conocido como Landesschützen-Regiment 57, en ese momento en el Heeresgruppe B)
- 375.º Regimiento de Seguridad (Sicherungs-Regiment 375) (anteriormente Infanterie-Regiment 375 de la 221.ª División de Infantería), rebautizado en octubre de 1942 a 375.º Regimiento de Granaderos (Grenadier-Regiment 375) (disuelto en marzo de 1943, y los elementos restantes van a la 111.ª y 304.ª divisiones de infantería)
- 602.º Regimiento de Seguridad (Sicherungs-Regiment 602) (desde agosto de 1942, anteriormente parte de la 213.ª División de Seguridad)
- 3.º Batallón del 221.º Regimiento de Artillería (III./Artillerie-Regiment 221) (más tarde rebautizado como Artillerie-Bataillon 454)
- 454.º Batallón de Caballería del Este (Ostreiter-Bataillon 454) (antes Reiter-Abteilung 454, más tarde Ostreiter-Regiment 454)
- 454.º Batallón de Pioneros del Este (Ost-Pionier-Bataillon 454)
- 829.º Batallón de comunicaciones (Nachrichten-Abteilung 829)
- 454.ª División de Servicios (Divisiones-Einheiten 454)